# You Rock My World
"You Rock My World" er en sang af den amerikanske popmusiker Michael Jackson, fra hans tiende og sidste studiealbum Invincible (2001). Den blev udgivet som lead-single fra albummet 22. august 2001 af Epic Records. Sangteksten omhandler det at være forelsket og at prøve at vinde en kvindes gunst. Sangen er musikalsk en disko-popsang, produceret af Jackson og Rodney "Darkchild" Jerkins, og skrevet af Jackson, Jerkins, Fred Jerkins III, LaShawn Daniels og Nora Payne, med inspiration fra Jacksons sange fra hans tidligere studiealbum med Quincy Jones.
Sangen fik en blandet modtagelse blandt musikanmeldere, hvor nogle kommenterede at Jackson kunne have gjort det bedre og at den ikke er hans bedste materiale, mens andre anmeldere generelt roste sangens komposition og Jacksons vokal. "You Rock My World" var et kommercielt hit på verdensplan, nåede tiendepladsen på Billboard Hot 100, og blev dermed Jacksons første top 10-sang i USA i over seks år, og hans sidste i landet indtil "Love Never Felt So Good" (en duet med Justin Timberlake) blev nummer 9 i 2014. Denne succes blev til alene på baggrund af afspilninger i radioen, da sangen ikke blev udgivet som kommerciel single i USA. "You Rock My World" lå i toppen af de franske hitlister i tre uger i træk. Den nåede også top 10 i Australie, Canada, Danmark, Finland, Italien, Sverige, Schweiz, Storbritannien og Østrig.
Som en del af reklamekampagnen for sangen blev der udgivet en musikvideo. Videoen, der er tretten og et halvt minut lang, blev instrueret af Paul Hunter og i den medvirker Chris Tucker og Marlon Brando. I videoen spiller Jackson og Tucker mænd, der vil vinde en kvindes følelser. Videoen er blevet sammenlignet med Jacksons tidligere videoer "Smooth Criminal" og "The Way You Make Me Feel" og har fået en blandet modtagelse. Sangen blev kun fremført to gange af Jackson; i Madison Square Garden i New York City ved to koncerter i september 2001 for at fejre Jacksons karriere som solokunstner. Videomateriale fra optrædenerne blev vist i CBS-tvprogrammet Michael Jackson: 30th Anniversary Special. Nummeret blev nomineret til Grammy Award for Best Male Pop Vocal Performance ved Grammy Awards 2002. "You Rock My World" har solgt 6 millioner eksemplarer på verdensplan.

## Baggrund
"You Rock My World" blev indspillet af Michael Jackson til hans studiealbum, Invincible (2001). Sangen blev skrevet og komponeret af Michael Jackson og produceret af Jackson og Jerkins. "You Rock My World" blev officielt udgivet som lead-single fra albummet i midten af august 2001 af Epic Records. Før singlens officielle udgivelse var den allerede blevet lækket til to New York-baserede radiostationer fredag 17. august. Øjeblikkeligt efter sangens airplay modtog radiostationerne "en flok af [opkald], der bad om mere." "You Rock My World" blev først spillet på WJTM-FM-stationen klokken 18, mens WKTU-FM spillede sangen 45 minutter senere. Begge stationer havde afspillet singlen hver anden time indtil omkring klokken 18 lørdag, da Jacksons pladeselskab, Epic Records, ringede til begge stationers programdirektør, Frankie Blue, som også var en ven af Jackson, og bad ham stoppe. Blue har senere beskrevet situationen, "De informerede mig om farerne ved at spille en sang for tidligt." Han nægtede at fortælle hvordan han fik fat i sangen.

## Komposition
"You Rock My World" kaldes generelt en uptempo disco-popsang med vibrerende vokalharmonier. Sangen spilles i tidssignatur for fælles tid i E-mol, mens Jacksons vokale rækkevidde når fra E4 til Bb5. "You Rock My World" har et moderat tempo på 95  slag i minuttet. Akkordprogressionen i sangen er Em7–C9-Bm7–Am7–D–Em7. Sangens komposition er blevet sammenlignet med Jacksons tidligere materiale med Quincy Jones fra 1970'erne og 1980'erne, såvel som diskotemaet fra Jacksons single "Don't Stop 'til You Get Enough" fra 1979. Chris Tucker lægger stemme til sangens vokalintroduktion, mens alle instrumenterne på nummeret spilles af Jackson og Rodney Jerkins. Lyrisk handler sangen om at være forelsket, såvel som den effekt det kan have, som det allerede kan høres i første linjw, "My life will never be the same, 'cause, girl, you came and changed the way I walk, the way I talk, I cannot explain".

## Modtagelse
"You Rock My World" fik en blandet modtagelse blandt musikanmeldere. Rosen vedrørte generelt sangens komposition, mens der var utilfredshed med sangen fra anmeldere, der ikke mente at sporet var Jacksons bedste materiale. Stephen Thomas Erlewine fra AllMusic nævnte "You Rock My World" som et højdepunkt fra Invincible-albummet. Anmelder Andrew Hamilton kommenterede at folk bør anerkende Jackson for at have kunnet vedligeholde en respektabel karriere som musikkunstner henover sin karrieres senere år, og ikke kritisere sangen på basis af at Jackson personligt har haft bedre hits.
James Hunter fra Rolling Stone roste sangens vokalrytmer som "fint formede" og "udsøgte". Han bemærkede at sangen viser ligheder til Jacksons tidligere materiale med Quincy Jones. Mark Beaumont, en skribent for NME, beskrev sangen som en "disco-klassiker". Catherine Halaby fra Yale Daily News udtalte at sangen "viser det bedste fra 'klassisk Michael'", og beskrev sangen som værende "funky, catchy, upbeat, ikke for creepy". "You Rock My World" blev nomineret til en Grammy Award for Best Pop Vocal Performance - Male ved Grammy Awards 2002, men tabte til James Taylor's "Don't Let Me Be Lonely Tonight". Det var Jacksons første Grammy-nominering siden 1997, for hans single "Earth Song", og hans første nominering i den kategori siden 1995.

## Marketing
I slutningen af august 2001 påbegyndte Jackson og Sony Music en reklamekampagne for "You Rock My World". Som en del af singlens, og det tilhørende albums, marketing, viste Jackson sig offentligt ved at fejre sin 43-års fødselsdag — en dag forsinket — ved at præsidere over NASDAQ-markedets åbningsceremoni i Times Square torsdag morgen 30. august 2001.

## Musikvideo
Musikvideoen til "You Rock My World" blev instrueret af Paul Hunter, og blev udgivet i 2001. Videoen , som er over tretten minutter lang, er blevet beskrevet som en kortfilm. Dansen, der danses i videoen, består af fragmenter fra den droppede "Dangerous"-musikvideo. Videoen består af Jacksons og Tuckers karakterer, der forsøger at vinde en kvindes (Kishaya Dudley) følelser ved at følge hende omkring i nabolaget. Videoen til "You Rock My World" mentes at være den sidste musikvideo med deltagelse fra Jackson selv, før man senere fandt videoen til "One More Chance" (hans efterfølgende videoer bestod af arkivoptagelser af ham selv og andre). Videoen er blevet sammenlignet med Jacksons 80'er-musikvideoer til hans singler, "Smooth Criminal" (1987), "Bad" (1987) og "The Way You Make Me Feel" (1987), der alle var fra hans studiealbum Bad (1987). I videoen ses Jackson i en Blazer og sin ikoniske hat. I videoen medvirker også Marlon Brando, Michael Madsen og Billy Drago. Videoen vandt en NAACP Image Award for "Outstanding Music Video" ved showets ceremoni i 2002. I flere omgange i musikvideoen laver Tuckers karakter hentydninger til tidligere Michael Jackson-sange, såsom "Beat It", "P.Y.T. (Pretty Young Thing)", "The Girl Is Mine", "Bad" og "Dangerous". Den korte version af musikvideoen er med på Number Ones, mens den lange version er med på Michael Jackson's Vision.

## Covers og hyldester
I Episode 10 af den første sæson af CW-serien Hellcats, "Pledging My Love", dansede cheerleadingholdet, ført an af Derrick Altman (spillet af D. B. Woodside), til en forkortet version af "You Rock My World" som en måde at lade Altman fri til træner Vanessa Lodge (spillet af Sharon Leal). Nummeret blev koreograferet af episodeinstruktør Debbie Allen.

## Liveoptrædener
Jackson optrådte live med "You Rock My World" to gange under hans 30-års jubilæumskoncerter i slutningen af 2001. Ved den anden koncert fik han i slutningen af sangen selskab af Usher og Chris Tucker, der dansede med ham på scenen. Det var den eneste fulde sang fra Invincible som Jackson optrådte med live. Sangen var planlagt at skulle spilles til hans This Is It-koncertrække, men han døde før koncerterne fandt sted.

## Spor
| Cd-single | Cd-single                          | Cd-single | Cd-single | Cd-single | Cd-single | Cd-single | Cd-single | Cd-single | Cd-single |
| #         | Titel                              | Længde    |           |           |           |           |           |           |           |
| --------- | ---------------------------------- | --------- | --------- | --------- | --------- | --------- | --------- | --------- | --------- |
| 1.        | "You Rock My World"                | 5:39      |           |           |           |           |           |           |           |
| 2.        | "You Rock My World" (radio edit)   | 4:25      |           |           |           |           |           |           |           |
| 3.        | "You Rock My World" (instrumental) | 5:07      |           |           |           |           |           |           |           |
| 4.        | "You Rock My World" (a cappella)   | 4:47      |           |           |           |           |           |           |           |
| 19:18     |                                    |           |           |           |           |           |           |           |           |

| Europæisk, kassette og australsk single | Europæisk, kassette og australsk single | Europæisk, kassette og australsk single | Europæisk, kassette og australsk single | Europæisk, kassette og australsk single | Europæisk, kassette og australsk single | Europæisk, kassette og australsk single | Europæisk, kassette og australsk single | Europæisk, kassette og australsk single | Europæisk, kassette og australsk single |
| #                                       | Titel                                   | Længde                                  |                                         |                                         |                                         |                                         |                                         |                                         |                                         |
| --------------------------------------- | --------------------------------------- | --------------------------------------- | --------------------------------------- | --------------------------------------- | --------------------------------------- | --------------------------------------- | --------------------------------------- | --------------------------------------- | --------------------------------------- |
| 1.                                      | "Intro"                                 | 0:32                                    |                                         |                                         |                                         |                                         |                                         |                                         |                                         |
| 2.                                      | "You Rock My World" (album edit)        | 5:07                                    |                                         |                                         |                                         |                                         |                                         |                                         |                                         |
| 3.                                      | "You Rock My World" (radio edit)        | 4:25                                    |                                         |                                         |                                         |                                         |                                         |                                         |                                         |
| 4.                                      | "You Rock My World" (instrumental)      | 5:07                                    |                                         |                                         |                                         |                                         |                                         |                                         |                                         |
| 5.                                      | "You Rock My World" (a cappella)        | 5:01                                    |                                         |                                         |                                         |                                         |                                         |                                         |                                         |
| 20:12                                   |                                         |                                         |                                         |                                         |                                         |                                         |                                         |                                         |                                         |

| Cd-promo | Cd-promo                         | Cd-promo | Cd-promo | Cd-promo | Cd-promo | Cd-promo | Cd-promo | Cd-promo | Cd-promo |
| #        | Titel                            | Længde   |          |          |          |          |          |          |          |
| -------- | -------------------------------- | -------- | -------- | -------- | -------- | -------- | -------- | -------- | -------- |
| 1.       | "Intro"                          | 0:32     |          |          |          |          |          |          |          |
| 2.       | "You Rock My World" (album edit) | 5:07     |          |          |          |          |          |          |          |
| 3.       | "You Rock My World" (radio edit) | 4:25     |          |          |          |          |          |          |          |
| 10:04    |                                  |          |          |          |          |          |          |          |          |

| 12" 1 | 12" 1                              | 12" 1  | 12" 1 | 12" 1 | 12" 1 | 12" 1 | 12" 1 | 12" 1 | 12" 1 |
| #     | Titel                              | Længde |       |       |       |       |       |       |       |
| ----- | ---------------------------------- | ------ | ----- | ----- | ----- | ----- | ----- | ----- | ----- |
| 1.    | "Intro"                            | 0:32   |       |       |       |       |       |       |       |
| 2.    | "You Rock My World" (album edit)   | 5:07   |       |       |       |       |       |       |       |
| 3.    | "You Rock My World" (instrumental) | 5:07   |       |       |       |       |       |       |       |
| 4.    | "You Rock My World" (a cappella)   | 5:01   |       |       |       |       |       |       |       |
| 15:47 |                                    |        |       |       |       |       |       |       |       |

| 12" 2 | 12" 2               | 12" 2  | 12" 2 | 12" 2 | 12" 2 | 12" 2 | 12" 2 | 12" 2 | 12" 2 |
| #     | Titel               | Længde |       |       |       |       |       |       |       |
| ----- | ------------------- | ------ | ----- | ----- | ----- | ----- | ----- | ----- | ----- |
| 1.    | "You Rock My World" | 3:45   |       |       |       |       |       |       |       |
| 3:45  |                     |        |       |       |       |       |       |       |       |

| Japansk cd-promo | Japansk cd-promo    | Japansk cd-promo | Japansk cd-promo | Japansk cd-promo | Japansk cd-promo | Japansk cd-promo | Japansk cd-promo | Japansk cd-promo | Japansk cd-promo |
| #                | Titel               | Længde           |                  |                  |                  |                  |                  |                  |                  |
| ---------------- | ------------------- | ---------------- | ---------------- | ---------------- | ---------------- | ---------------- | ---------------- | ---------------- | ---------------- |
| 1.               | "Intro"             | 0:32             |                  |                  |                  |                  |                  |                  |                  |
| 2.               | "You Rock My World" | 5:07             |                  |                  |                  |                  |                  |                  |                  |
| 5:39             |                     |                  |                  |                  |                  |                  |                  |                  |                  |

| VHS-promo | VHS-promo                                          | VHS-promo | VHS-promo | VHS-promo | VHS-promo | VHS-promo | VHS-promo | VHS-promo | VHS-promo |
| #         | Titel                                              | Længde    |           |           |           |           |           |           |           |
| --------- | -------------------------------------------------- | --------- | --------- | --------- | --------- | --------- | --------- | --------- | --------- |
| 2.        | "You Rock My World" (musikvideo (kort version))    | 10:26     |           |           |           |           |           |           |           |
| 3.        | "You Rock My World" (musikvideo (udvidet version)) | 13:44     |           |           |           |           |           |           |           |
| 24:10     |                                                    |           |           |           |           |           |           |           |           |

## Personel
- Skrevet og komponeret af Michael Jackson, Rodney Jerkins
- Produceret og alle musikinstrumenter spillet af Michael Jackson og Rodney Jerkins
- Lead- og baggrundsvokal af Michael Jackson
- Intro af Chris Tucker og Michael Jackson
- Indspillet af Brad Gilderman, Rodney Jerkins, Jean-Marie Horvat, Dexter Simmons og Stuart Brawley
- Digital redigering af Harvey Mason, Jr. og Stuart Brawley
- Mikset af Bruce Swedien og Rodney Jerkins
- Medvirkende: Michael Jackson, Chris Tucker, Marlon Brando, Michael Madsen, Billy Drago, introducing Kryshia Dudley.
- Instrueret af Paul Hunter

## Hitlister
| Hitliste (2001)                      | Højeste placering |
| ------------------------------------ | ----------------- |
| Australien (ARIA)                    | 4                 |
| Østrig (Ö3 Austria Top 40)           | 9                 |
| Belgien (Ultratop 50 Flanderen)      | 4                 |
| Belgien (Ultratop 50 Vallonien)      | 2                 |
| Canadian Singles Chart               | 2                 |
| Danmark (Track Top-40)               | 2                 |
| Finland (Suomen virallinen lista)    | 2                 |
| Frankrig (SNEP)                      | 1                 |
| Tyskland (Official German Charts)    | 6                 |
| Irish Singles Chart                  | 4                 |
| Italien (FIMI)                       | 3                 |
| Holland (Dutch Top 40)               | 3                 |
| Holland (Single Top 100)             | 2                 |
| New Zealand (RIANZ)                  | 13                |
| Norge (VG-lista)                     | 2                 |
| Poland (Polish Singles Chart)        | 1                 |
| Portugal (AFP)                       | 1                 |
| Romania (Romanian Top 100)           | 1                 |
| Spanien (PROMUSICAE)                 | 1                 |
| Sverige (Sverigetopplistan)          | 5                 |
| Schweiz (Schweizer Hitparade)        | 5                 |
| UK Singles (Official Charts Company) | 2                 |
| US Billboard Hot 100                 | 10                |
| US Billboard Hot R&B/Hip-Hop Singles | 3                 |
| US Billboard Mainstream Top 40       | 6                 |
| US Billboard Rhythmic Top 40         | 7                 |
| US Billboard Top 40 Tracks           | 3                 |

| Hitliste (2009)                      | Højeste placering |
| ------------------------------------ | ----------------- |
| Australien (ARIA)                    | 50                |
| Holland (Single Top 100)             | 72                |
| Schweiz (Schweizer Hitparade)        | 46                |
| UK Singles (Official Charts Company) | 60                |
| US Billboard Hot Digital Songs       | 62                |

| Efterfulgte: "Family Affair" af Mary J. Blige | Franske singlehitlistes nummer et-singler 13. oktober 2001 – 27, oktober 2001 | Efterfulgtes af: "Sous le vent" af Garou & Céline Dion |

## Fodnoter
1. ↑  Invincible liner notes Epic Records (2001).
2. 1 2 3 4 5 6 7  Moss, Corey (2001-08-23). "Michael Jackson Rocks Fans' Worlds (A Little Early)". MTV. Viacom. Arkiveret fra originalen 9. januar 2010. Hentet 2010-03-21.
3. 1 2 3 4  James Hunter (2001-12-06). "Michael Jackson: Invincible". RollingStone.com. Wenner Media LLC. Arkiveret fra originalen 30. juni 2009. Hentet 2010-03-20.
4. 1 2 3 4  "You Rock My World - Michael Jackson Digital Sheet Music (Digital Download)". MusicNotes.com. Alfred Publishing Co. Inc. Hentet 2010-03-20.
5. ↑  Jon Pareles (2001-10-28). "Music; To Regain Glory, The New Michael Imitates the Old". The New York Times. The New York Times Company. Hentet 2010-03-20.
6. ↑  Stephen Thomas Erlewine. "Michael Jackson: Invincible". AllMusic. Rovi Corporation. Arkiveret fra originalen 12. oktober 2007. Hentet 2010-03-20.
7. ↑  Andrew Hamilton. "Michael Jackson: You Rock My World". AllMusic. Rovi Corporation. Hentet 2010-03-20.
8. ↑  Mark Beaumont (2001-11-30). "Michael Jackson: Invincible". NME.com. IPC Media. Hentet 2010-03-20.
9. 1 2  Catherien Halaby (2001-11-02). "Jacko exposes mortality in Invincible". Yale Daily News. Arkiveret fra originalen 6. februar 2010. Hentet 2010-03-20.
10. ↑  "44th Grammy Awards - 2002". RockOnTheNet.com. Rock On The Net. Hentet 2010-03-20.
11. 1 2  Vineyard, Jennifer (2001-08-30). "Michael Jackson Eats Cake, Expresses Love For NASDAQ Execs At Market Opening". MTV. Viacom. Arkiveret fra originalen 26. april 2010. Hentet 2010-03-21.
12. ↑  Cadman and Halstead, p. 377
13. ↑  Chicago Sun Times (2001-08-25). "Article: Michael Jackson offers sneak peek at single". High Beem. The Gale Group, Inc. Arkiveret fra originalen 5. maj 2016. Hentet 2010-03-21.
14. ↑  Post comment. "Just Added: Michael Jackson's One More Chance Video (full video) | The Official Michael Jackson Site". Michaeljackson.com. Arkiveret fra originalen 28. september 2011. Hentet 2011-10-10.
15. ↑  James Montgomery (2009-06-26). "Michael Jackson's Video Co-Stars: From Eddie Murphy To Marlon Brando". MTV. Viacom. Arkiveret fra originalen 26. april 2010. Hentet 2010-03-22.
16. ↑  Jet (2002-03-18). "Article: NAACP Image Awards spotlight Blacks' achievements. (Newsmakers).(Brief Article)". High Beam. The Gale Group, Inc. Arkiveret fra originalen 4. maj 2016. Hentet 2010-03-21.
17. 1 2  "Australian-charts.com – Michael Jackson – You Rock My World". ARIA Top 50 Singles.
18. ↑  "Austriancharts.at – Michael Jackson – You Rock My World" (på tysk). Ö3 Austria Top 40.
19. ↑  "Ultratop.be – Michael Jackson – You Rock My World" (på nederlandsk). Ultratop 50.
20. ↑  "Ultratop.be – Michael Jackson – You Rock My World" (på fransk). Ultratop 50.
21. 1 2 3 4 5 6 7  "Invincible > Charts & Awards". Allmusic. Rovi Corporation. Hentet 2010-03-20.
22. ↑  "Danishcharts.com – Michael Jackson – You Rock My World". Track Top-40.
23. ↑  "Michael Jackson: You Rock My World" (på finsk). Musiikkituottajat – IFPI Finland.
24. ↑  "Lescharts.com – Michael Jackson – You Rock My World" (på fransk). Les classement single.
25. ↑  "Officialcharts.de – Michael Jackson – You Rock My World". GfK Entertainment.
26. ↑  "You rock my world in Irish Chart". IRMA. Hentet 21. juni 2013.
27. ↑  "Italiancharts.com – Michael Jackson – You Rock My World". Top Digital Download.
28. ↑  "Nederlandse Top 40 – Michael Jackson search results" (på nederlandsk) Dutch Top 40.
29. 1 2  "Dutchcharts.nl – Michael Jackson – You Rock My World" (på nederlandsk). Single Top 100.
30. ↑  "Charts.org.nz – Michael Jackson – You Rock My World". Top 40 Singles.
31. ↑  "Norwegiancharts.com – Michael Jackson – You Rock My World". VG-lista.
32. ↑  "Nielsen Music Control". Arkiveret fra originalen 17. oktober 2007. Hentet 3. juni 2016.
33. ↑  Craig Halstead, Chris Cadman (2003).  Authors Online Ltd. (red.). Michael Jackson : The Solo Years. s. 195. ISBN 978-0755200917.
34. ↑  "Romanian Top 100 Singles Airplay Chart - Top of the Year 2001". Arkiveret fra originalen 9. december 2002. Hentet 9. december 2002.
35. ↑  "Spanishcharts.com – Michael Jackson – You Rock My World" Canciones Top 50.
36. ↑  "Swedishcharts.com – Michael Jackson – You Rock My World". Single Top 100.
37. 1 2  "Swisscharts.com – Michael Jackson – You Rock My World". Swiss Singles Chart.
38. 1 2  "Michael Jackson". Official Charts Company. Hentet 21. juni 2013.